# Мишечкина, Аделаида Васильевна
Аделаида Васильевна Мишечкина (до замужества Никонова; род. 4 января 1941, Архангельск) — советская спортсменка, пятикратная чемпионка СССР (1967—1971) и призёр чемпионата Европы (1967) по гребле на байдарках. Мастер спорта СССР международного класса (1967). Судья всесоюзной категории (1984).

## Биография
Родилась 4 января 1941 года в Архангельске. Начала заниматься греблей на байдарках в возрасте 16 лет в спортивном обществе «Водник» у Домны и Льва Соколовых. В 1963 году переехала в Ростов-на-Дону, где продолжила тренироваться под руководством своего мужа Михаила Мишечкина. 
В 1967 году после победы на чемпионате СССР в классе байдарок-четвёрок была включена в состав сборной страны на чемпионате Европы в Дуйсбурге и завоевала бронзовую медаль этих соревнований в той же дисциплине. В последующие годы ещё четыре раза становилась чемпионкой СССР в разных видах программы.
В 1975 году завершила свою спортивную карьеру. С 1975 по 1982 год занималась тренерской деятельностью в ВФСО «Динамо».  В дальнейшем работала на должностях учителя физического воспитания (1982—1994), инструктора-методиста отделения гребли на байдарках и каноэ (1994—2004, 2019—2022) и старшего инструктора-методиста (2004—2019) в Ростовском областном училище олимпийского резерва. В 2016 году награждена знаком «Во славу донского спорта».

## Образование
В 1962 году окончила Архангельский государственный педагогический институт имени М. В. Лосоносова.

## Семья
Михаил Мишечкин (1940–2020) — муж, советский гребец и тренер по гребле на байдарках, двукратный призёр чемпионатов СССР (1961, 1963). Заслуженный тренер РСФСР (1971).